# Vandalia (Illinois)
Vandalia é uma cidade localizada no estado americano de Illinois, no Condado de Fayette.

## Demografia
Segundo o censo americano de 2000, a sua população era de 6975 habitantes.
Em 2006, foi estimada uma população de 6823, um decréscimo de 152 (-2.2%).

## Geografia
De acordo com o United States Census Bureau tem uma área de
14,7 km², dos quais 14,7 km² cobertos por terra e 0,0 km² cobertos por água. Vandalia localiza-se a aproximadamente 158 m acima do nível do mar.

## Localidades na vizinhança
O diagrama seguinte representa as localidades num raio de 20 km ao redor de Vandalia.